# The Elder Scrolls Online
The Elder Scrolls Online, later opnieuw uitgegeven onder de naam The Elder Scrolls Online: Tamriel Unlimited, is een MMORPG, ontwikkeld door ZeniMax Online Studios en uitgegeven door Bethesda Softworks op 4 april 2014 voor Microsoft Windows en OS X. In juni 2015 kwam het spel uit voor PlayStation 4 en Xbox One. Het spel is onderdeel van The Elder Scrolls-serie en is het eerste deel dat volledig uit multiplayer bestaat.

## Gameplay
Net zoals in Oblivion en Morrowind zijn er een aantal klassen waar de speler uit kan kiezen. De Dragon Knight, Templar, Sorcerer en Nightblade. Een Dragon Knight is voornamelijk gericht op het vechten met een zwaard, dubbele zwaarden of een zwaard met schild. De Templar is een Dragon Knight, die meer gericht is op het gebruikmaken van krachten. Een Sorcerer is een magiër, iemand die voornamelijk vecht met krachten en een Nightblade is iemand die vooral sluipt en verrassingsaanvallen uitvoert.
Het spel bevat een groot aantal gebieden en missies. Bijna heel Tamriel is te bezoeken, maar sommige plekken worden bewaard voor toekomstige uitbreidingen van het spel, zoals de nieuwste DLC: Thieves guild het stuk Hew's bay met zich meebrengt. Het verhaal speelt zich af 800 jaar voor dat van Morrowind en Oblivion.
De speler kan uit drie verschillende facties kiezen om aan mee te doen: de Aldmeri Dominion (Altmer, Bosmer en Khajiit), Daggerfall Covenant (Bretons, Redguards, Orsimer) en het Ebonheart Pact (Nords, Dunmer, Argonians). De speler kan elk van deze rassen spelen in combinatie met de bovengenoemde klassen.

## Ontvangst
| Beoordeeld door        | Jaar | Platform | Score |
| ---------------------- | ---- | -------- | ----- |
| GameStar (Duitsland)   | 2014 | Windows  | 84%   |
| 4Players.de            | 2014 | Windows  | 83%   |
| PC Games (Duitsland)   | 2014 | Windows  | 82%   |
| Absolute Games (AG.ru) | 2014 | Windows  | 75%   |

## DLC
| Naam                | Verschijningsdatum |
| ------------------- | ------------------ |
| The Imperial City   | 31 augustus 2015   |
| Orsinium            | 2 november 2015    |
| Thieves Guild       | 7 maart 2016       |
| Dark Brotherhood    | 31 mei 2016        |
| Shadows of the Hist | 29 juli 2016       |